# West Dale
West Dale, ook wel Westdale gespeld, is een plaats in de regio Wheatbelt in West-Australië. 

## Geschiedenis
Ten tijde van de Europese kolonisatie leefden de Balardong Nyungah in de streek. De kustvolkeren noemden hen de 'Boijangura', het heuvelvolk.
In de jaren 1900 werd er grond voor landbouwdoeleinden in gebruik genomen. De 'Dale Progress Association' vroeg in 1906 aan de overheid om een stuk grond voor een toekomstig dorp voor te behouden. De omgeving stond bekend als West Dale. De overheid stemde toe maar schatte de mogelijkheid dat er zich een dorp zou ontwikkelen laag in, tenzij er een spoorweg zou worden aangelegd. De spoorweg kwam er nooit en de dorpslocatie bleef weidegrond.
In 1967 werd er een school gebouwd. De lokale overheid meldde dat er interesse was om grond in de nabijheid te kopen. In 1971 werd West Dale officieel gesticht. Het werd zo genoemd omdat het ten westen van de rivier de Dale ligt. De rivier werd naar Robert Dale, die de rivier in september 1831 ontdekte, vernoemd. West Dale ontwikkelde zich echter nooit echt.

## Beschrijving
West Dale maakt deel uit van het lokale bestuursgebied (LGA) Shire of Beverley, een landbouwdistrict. CBH Dale is een verzamel- en ophaalpunt voor de oogst van de in streek bij de Co-operative Bulk Handling Group aangesloten graanproducenten.
In 2021 telde West Dale 93 inwoners.

## Transport
West Dale ligt langs de 'Brookton Highway', 93 kilometer ten oostzuidoosten van de West-Australische hoofdstad Perth, 63 kilometer ten westnoordwesten van Brookton en 12 kilometer ten westzuidwesten van Beverley, de hoofdplaats van het lokale bestuursgebied waarvan het deel uitmaakt.
De 'Dale River Airport' (ICAO: YDVE) ligt langs de 'Brookton Highway', 8 kilometer ten noordwesten van West Dale.